# Sončni ostriži
Sončni ostriži (znanstveno ime Centrarchidae) so družina sladkovodnih rib iz reda ostrižnjakov. 
Za predstavnike te družine je značilno, da imajo dve hrbtni plavuti, ki sta zraščeni. Sprednji del je iz nerazceljenih plavutnic, zadnji pa je sestavljen iz razcepljenih mehkih plavutnic. Značilne za predstavnike sončnih ostrižev so tudi najmanj tri bodice okoli analne odprtine. Odrasli predstavniki sončnih ostrižev so običajno veliki med 20 in 30 cm, med njimi pa so tudi taki, ki dosegajo le do 10 cm, pa tudi taki, ki dosežejo celo en meter dolžine.
Sončni ostriži se drstijo pozno spomladi ali zgodaj poleti, značilno zanje pa je, da samci skopljejo gnezdo s premerom od 10 do 200 cm, v katerega samica odloži ikre, samec pa jih čuva, zrači in čisti do izvalitve. Tudi po izvalitvi samec zarod še nekaj časa čuva in odstranjuje poginule mlade ribe. Gnezda isti pari uporabljajo tudi po več let.
Sončni ostriži so zanimive ribe za akvariste, pa tudi za športni ribolov. Zaradi tega so jih iz njihove domovine, Severne Amerike razselili tudi drugam po svetu, kjer so ponekod postali že grožnja avtohtonim ribjim vrstam.

## Fosilni ostanki
Najbolj zgodnji fosili rib iz družine sončnih ostrižev izvirajo iz srednjega miocena, našli pa so jih v ameriški zvezni državi Nebraska.

## Klasifikacija
Zadnje genetske raziskave so red sončnih ostrižev filogenetsko razdelile tako:
- družina Centrarchidae
  - poddružina Centrarchinae
    - rod Ambloplitini
      - Ambloplites

    - rod Archoplitini
      - Archoplites
      - Pomoxis

    - rod Centrarchini
      - Centrarchus

    - rod Enneacanthini
      - Enneacanthus

  - poddružina Lepominae
    - rod Lepomini
      - Lepomis

  - incertae sedis
    - Micropterus
    - Acantharchus

## Galerija
- Ambloplites rupestris
- Micropterus dolomieu
- Pomoxis nigromaculatus